# Våld i parlament

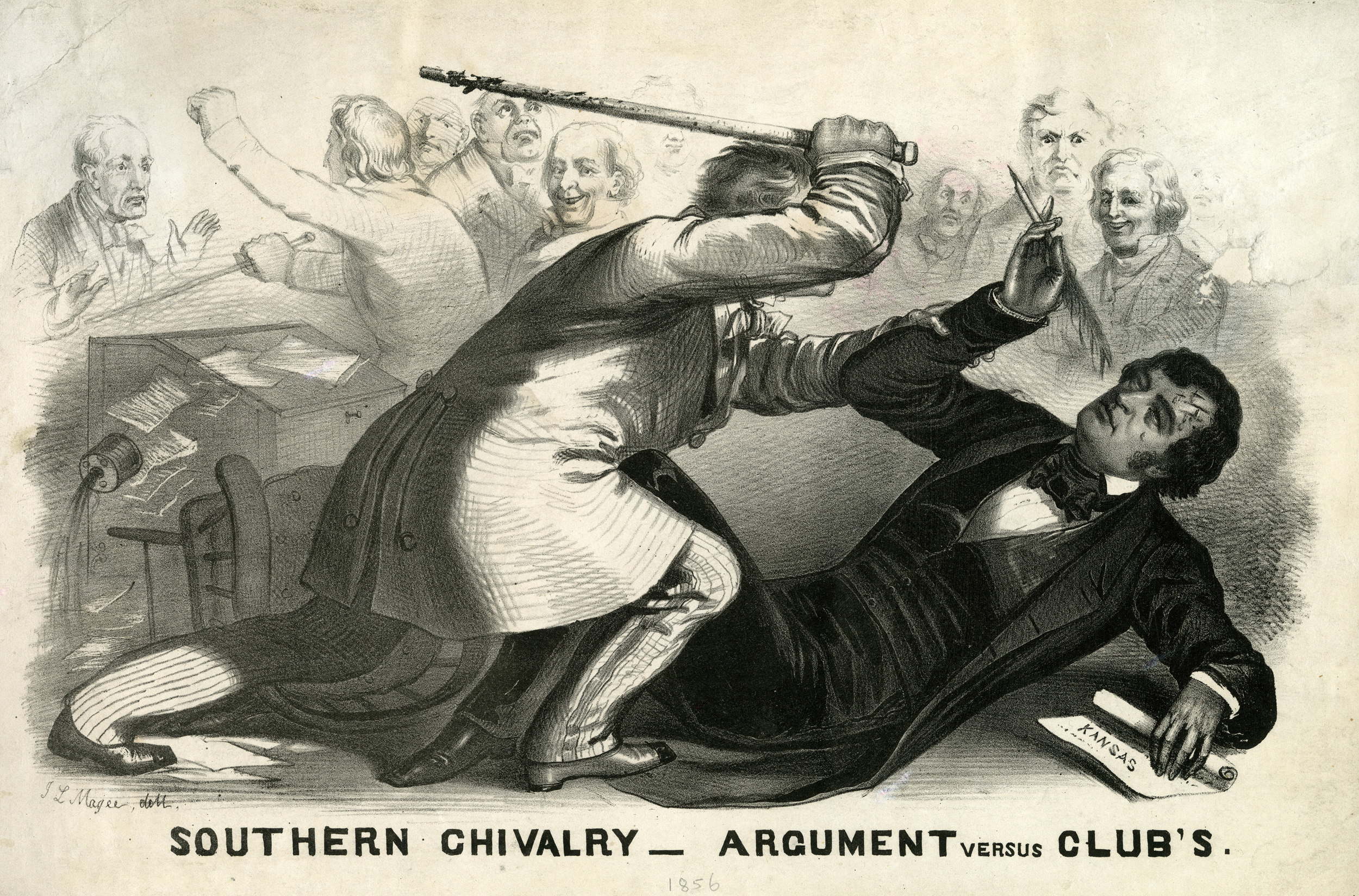
Preston Brooks misshandlar Charles Summer i USA:s kongress under debatt om slaveriet. Karikatyr från 1856.

Våld i parlament har förekommit i många fall i världshistorien, då parlamentets ledamöter, eller de adjungerade till parlamentet, kommit fram till allvarliga motsättningar. Parlamentariker har rättslig immunitet i många länder och kan på så sätt undgå åtal i många fall.
Mordet på Julius Caesar år 44 före Kristus är ett tidigt exempel. I dag är Taiwans parlament känt för flera sammandrabbningar mellan parlamentariker.
Fastän synen av politiker som slåss står i kontrast mot en lagstiftande församlings image, utsätts politikerna också för stress och vrede. Politikens konfliktfyllda natur och starka känslor kan också leda till spänning.

## Internationellt

### Indien

#### Tamil Nadu
Den 26 mars 1989 utbröt slagsmål inför en omröstning vid delstatsförsamlingen i Tamil Nadu.

### USA
Vid en omröstning om Kaliforniens delstatsbudget den 15 juni 2011 började delstatsförsamlingsledamöterna Warren Furutani och Don Wagner slåss efter en kommentar från Wagner som Furutani ansåg vara stötande.

### Fotnoter
1. ↑  "When politicians attack...", BBC News, 23 mars 2004
2. ↑  ”Riot in Indian State Assembly”. The New York Times. 26 mars 1989. http://query.nytimes.com/gst/fullpage.html?res=950DE6D61130F935A15750C0A96F948260. Läst 7 maj 2010.
3. ↑  Hanes, Kristin & Cox, Teri (15 juni 2011). ”Fight Breaks out on California Assembly Floor during Budget Talks”. KTLA. http://www.ktla.com/news/landing/ktxl-fight-breaks-out-on-california-assembly-floor-during-budget-talks-20110615,0,951797.story?track=rss. Läst 6 januari 2012.[död länk]